# Papiermühle Breitenbrunn
Die Papiermühle Breitenbrunn war ein gewerblicher Betrieb zur Herstellung von Papier in Breitenbrunn/Erzgeb.

## Geschichte
Der Papiermacher Georg Kunzmann legte 1642 am Fuß des Dorfberges eine Papiermühle an, die vom heute „Großer Ortsbach“ genannten Dorfbach angetrieben wurde. Vermutlich war mit der Mühlengründung auch das Recht zum Sammeln von Lumpen im Amt Schwarzenberg verbunden.
Durch die Ereignisse des Dreißigjährigen Krieges kam der Betrieb der Papiermühle jedoch bald zum Erliegen. Sie wird 1651 als ganz eingegangen bezeichnet. Der aus Böhmen vertriebene Exulant und Papiermacher Hanns Ruscher kaufte von der Witwe des verstorbenen Kunzmann die Mühle ab und brachte sie wieder in Gang. Bereits 1653 wechselten die Besitzer erneut. Dem Papiermacher Hanns Lucas folgte Johann (Hans) Georg Schmeltzer aus Michelsberg. Dieser erhielt vom Kurfürsten Johann Georg III. von Sachsen 1685 das Privileg zum Lumpensammeln im Amt Schwarzenberg. Schmeltzer verkaufte 1686 die Papiermühle nebst Zubehör für 1002 Taler an die Gemeinde Breitenbrunn. Im darauffolgenden Jahr erwarb Johann Conrad Körner für den gleichen Preis die Papiermühle von der Gemeinde Breitenbrunn. Er klagte später, dass sich im Sommer der Betrieb der Mühle schwierig gestaltete, da dann der Ortbach nur wenig Wasser führte. 
Im 18. Jahrhundert erlangte die Papiermühle Breitenbrunn bleibende Bedeutung, da sie unter Leitung von Georg Adam Walther ab mindestens 1717 u. a. das Papier für einige Notenblätter von Johann Sebastian Bach herstellte. Das Papier trug als Wasserzeichen ein hängendes Posthorn und eine Schrifttafel mit den Initialen GAW. Dieses Papier wurde bis 1757 hergestellt.
Im 19. Jahrhundert kam der Mühlenbetrieb endgültig zum Erliegen. Die Papierherstellung wurde in das neu gegründete Antonsthal verlagert. Nachdem am 21. Januar 1893 die Mühle niedergebrannt war, zog in das als Wohnhaus wiederaufgebaute Gebäude zu DDR-Zeiten ein Jugendklub ein. Heute wird der Gebäudekomplex nur noch als Wohnhaus genutzt.
August Schumann erwähnte 1814 in seinem Lexikon von Sachsen neben deutschen Papiersorten holländisches, französisches, schweizerisches, englisches Linienpapier sowie gefärbtes Papier als berühmte Erzeugnisse der Papiermühle Breitenbrunn.